# Potez 540

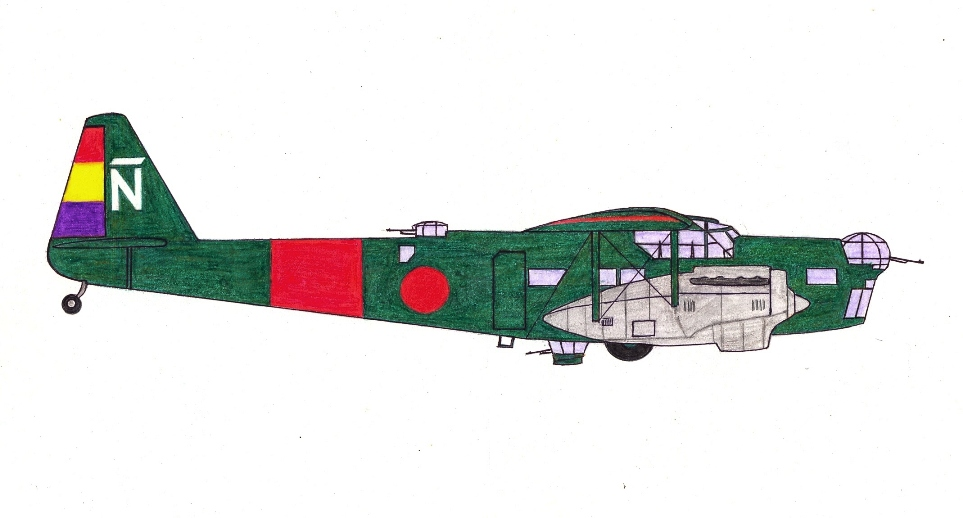
Potez 540 Ñ. Không quân Cộng hòa Tây Ban Nha.

Potez 540 là một loại máy bay đa năng của Pháp vào thập niên 1930. Nó được thiết kế và chế tạo bởi hãng Potez và được trang bị cho Không quân Pháp làm máy bay ném bom/trinh sát. Ngoài ra nó cũng được trang bị cho Không quân Cộng hòa Tây Ban Nha trong Nội chiến Tây Ban Nha.

## Biến thể
Potez 54
Một mẫu thử, sau này hoán cải thành Potez 540 No. 1.
Potez 540
Phiên bản sản xuất với động cơ Hispano-Suiza 12Xirs. 185 chiếc.
Potez 541
540 dùng động cơ. 1 chiếc
Potez 542
Phiên bản của 540 dùng động cơ 537 kW (720 hp) Lorraine Pétrel. 74 chiếc.
Potez 543
Phiên bản sản xuất của Potez 541, lắp động cơ Gnome-Rhône 14Kdrs. 10 chiếc cho Romania.

## Quốc gia sử dụng
Pháp
- Armée de l'Air
- Hải quân Pháp

 Italy
- Regia Aeronautica

 România
- Không quân Hoàng gia Romania

 Cộng hòa Tây Ban Nha
- Không quân Cộng hòa Tây Ban Nha

## Tính năng kỹ chiến thuật (Potez 540)

### Đặc điểm riêng
- Tổ lái: 4 tới 7 người
- Chiều dài: 16,20 m (53 ft 2 in)
- Sải cánh: 22,10 m (72 ft 6 in)
- Chiều cao: 3,88 m (12 ft 9 in)
- Diện tích cánh: 76.0 m² (818,06 ft²)
- Trọng lượng rỗng: 3.785 kg (8.344 lb)
- Trọng lượng có tải: 5.950 kg (13.115 lb)
- Động cơ: 2 × Hispano-Suiza HS 12 Xirs/Xjrs, 515 kW (690 hp) mỗi chiếc

### Hiệu suất bay
- Vận tốc cực đại: 310 km/h
- Tầm bay: 1.250 km (777 mi)
- Trần bay: 10.000 m (32.810 ft)

### Vũ khí
- 3-5 súng máy MAC 1934 7,5 mm (0,295 in)
- 4 quả bom 225 kg (496 lb) (trinh sát) hoặc 10 quả bom 55 kg (110 lb) (ném bom)